# 羅克福青黴菌
羅克福青黴菌（學名：Penicillium roqueforti）又稱洛克福青黴菌、藍酪黴菌與娄地青霉，是青黴屬的一種腐生真菌，生長在土壤與腐殖質中，於1906年由美國真菌學家查爾斯·托姆發表描述。羅克福青黴菌為用於發酵生產藍乾酪的真菌，例如其名稱由來的罗克福干酪。本種過去包括兩個變種，即製造起司的P. roqueforti var. roqueforti與會合成展青黴素的P. roqueforti var. carneum，1996年基於核糖體RNA序列差異而被分拆成三個物種：本種、酒青黴與Penicillium carneum。2014年本種的基因組被完整定序。
許多本種的菌株在特定生長條件下可產生若干真菌毒素，包括马兜铃烯與由其衍生的PR毒素、异烟棒曲霉素C等。